# Heloísa Apolónia
Heloísa Augusta Baião de Brito Apolónia (Barreiro, 26 de junho de 1969) é uma jurista e ex-deputada portuguesa, eleita deputada nas listas da Coligação Democrática Unitária (CDU), em representação do Partido Ecologista "Os Verdes" (PEV), nas VII, VIII, IX, X, XI, XII e XIII legislaturas - de 1995 a 2019 -, sempre pelo distrito de Setúbal.

## Biografia
Heloísa Augusta Baião de Brito Apolónia nasceu a 26 de junho de 1969 e é licenciada em Direito, tendo frequentado um mestrado, também em Direito. É uma ativista política e tornou-se o rosto do partido "Os Verdes", que defende não serem um «prolongamento do PCP».
Tinha 17 ou 18 anos, quando, ao passar na Baixa de Lisboa, parou para ver um teatrinho de rua contra o nuclear, e foi desde logo uma causa que lhe disse muito. Deixou ficar o seu contacto, motivada para ser chamada. Acabou por ser contactada e foi quando começou a participar em iniciativas e reuniões e se foi aliciando ao projecto e ganhando consciência ecologista.
Pertenceu a algumas comissões parlamentares, tais como: a Comissão de Assuntos Constitucionais, Direitos, Liberdades e Garantias (como Suplente), a Comissão de Economia e Obras Públicas (como Coordenador GP), a Comissão de Agricultura e Mar (como Suplente), a Comissão de Educação, Ciência e Cultura (Coordenador GP), a Comissão de Saúde (Suplente), a Comissão do Ambiente, Ordenamento do Território e Poder Local (Coordenador GP), o Grupo de Trabalho - Parlamento dos Jovens, o Grupo de Trabalho - Audiências - 6.ª CEOP e o Grupo de Trabalho - Arrendamento Urbano e Reabilitação Urbana.
Em abril de 2017, apresentou-se publicamente como candidata pela CDU à Câmara Municipal de Oeiras, com um programa focado na melhoria da oferta de transportes públicos, e na dinamização de programas de habitação.
Para as eleições legislativas portuguesas de 2019, concorreu pela primeira vez por um outro círculo eleitoral que não o de Setúbal, concorrendo pelo de Leiria e sendo a candidata cabeça-de-lista da CDU nesse mesmo distrito, onde uma coligação liderada pelo PCP (neste caso, a APU, da qual o PEV passou a fazer parte a partir de 1983) elegeu um deputado pela última vez em 1985. No dia 6 de outubro de 2019, acabou por não conseguir ser eleita por esse círculo eleitoral, saindo do parlamento ao fim de 24 anos como deputada. Concorreu uma segunda vez como cabeça-de-lista da candidatura da CDU pelo distrito de Leiria às eleições legislativas de 2022, não sendo, de novo, eleita. Em 2024, voltou a concorrer ao lugar de deputada à Assembleia da República, desta vez como o terceiro nome da lista da CDU pelo distrito de Setúbal, não sendo eleita pelas terceiras eleições legislativas consecutivas.
Foi condecorada com a distinção de Ilustríssima Senhora Comendadora com Placa com Distintivo Branco da Cruz do Mérito Militar de Espanha a 17 de agosto de 1998.